# Caralluma fimbriata
Caralluma fimbriata es una especie de planta suculenta de la familia Apocynaceae. Se ha consumido en la India rural por siglos, cruda, como vegetal acompañada de especias, o conservada en chutney y escabeche, y se encuentra a menudo lo largo de los caminos o utilizada como límite de propiedades.
Ha sido usada como alimento de viaje. También se ha usado por sus supuestas propiedades para suprimir el hambre y el apetito e incrementar el vigor. Se cree que surte algún efecto sobre el centro de control cerebral del apetito. Los miembros tribales a la caza de alimento a menudo suelen llevar consigo solo Caralluma fimbriata para mantenerse, razón por la que se la conoce familiarmente como "alimento de famélico" en la India.
En una prueba clínica llevada a cabo en ese país, se observaron modestos beneficios del extracto de la Caralluma fimbriata. En este estudio, 50 individuos recibieron ya sea un placebo o un gramo del extracto de la planta, cada día por 60 días. Comparado con el grupo del placebo, los individuos que recibieron el extracto no mostraron un cambio significativo en peso corporal, índice de masa corporal, circunferencia a nivel de caderas, grasa corporal o un cambio de energía física; sin embargo ambos, apetito y circunferencia a nivel de cintura fueron reducidos.
Productos en forma de píldoras que dicen contener extracto de Caralluma fimbriata son extensamente comercializados para la pérdida de peso. Sin embargo, no existe evidencia independiente que sugiera que la cantidad de extracto contenida en estos productos baste para obtener los resultados de la prueba clínica mencionada. La Comisión Federal de Comercio advierte de las supuestas "dietas milagrosas" basadas en extractos de esta planta.